# Lijst van burgemeesters van Moergestel
Dit is een lijst van burgemeesters van de voormalige Nederlandse gemeente Moergestel tot die gemeente op 1 januari 1997 opging in de gemeente Oisterwijk.
| Ambtsperiode | Naam burgemeester                   | Partij of stroming | Bijzonderheden   |
| ------------ | ----------------------------------- | ------------------ | ---------------- |
| 1652         | Peeter Jan Roosen                   |                    |                  |
| 1653         | Cornelis Daniel Mutsaerts           |                    |                  |
| 1656         | Marten Fasen                        |                    |                  |
| 1674         | Marcus die Beyr & Arnout Biestraten |                    |                  |
| 1688         | Hendrick Anthonis Vonck             |                    |                  |
| 1689         | Jan Jansen van Doorn                |                    |                  |
| 1765         | Willem Ketelaars                    |                    | 1780 overleden   |
| 1821 - 1848  | Jacobus van de Wouw sr.             |                    | al eerder schout |
| 1848 - 1880  | Jacobus van de Wouw jr.             |                    |                  |
| 1880 - 1886  | Willem van Heeswijk                 |                    |                  |
| 1886 - 1926  | E.J.M.J. Maeijer                    |                    |                  |
| 1926 - 1959  | J.H. Bardoel                        |                    |                  |
| 1960 - 1976  | Gerard (G.J.J.) Poort               |                    |                  |
| 1977 - 1994  | Jan (J.B.S.) ter Veer               | KVP / CDA          |                  |
| 1994 - 1997  | Jan (J.J.M.) Dosker                 | CDA                | waarnemend       |